# Ēriks Ošs
Ēriks Ošs (* 13. März 1927 in Liepāja) ist ein lettischer Karikaturist.

## Leben
Ošs wurde in Karosta bei Liepāja geboren. Als Student zeichnete er für Latvijas Televīzija. 1953 absolvierte er die Kunstakademie Lettlands und war danach als Kunstlehrer in Liepāja tätig. Von 1957 bis 1995 zeichnete er Karikaturen für das Satirejournal "Dadzis". Ošs zählt neben Gunārs Bērziņš zu den bekanntesten Karikaturisten des Landes. Seit 1994 arbeitet er für die Tageszeitung Latvijas Avīze. Seine Arbeiten wurden in Zeitungen, auf einer Vielzahl von Veranstaltungen und in Sammelbänden veröffentlicht.